# Avalau

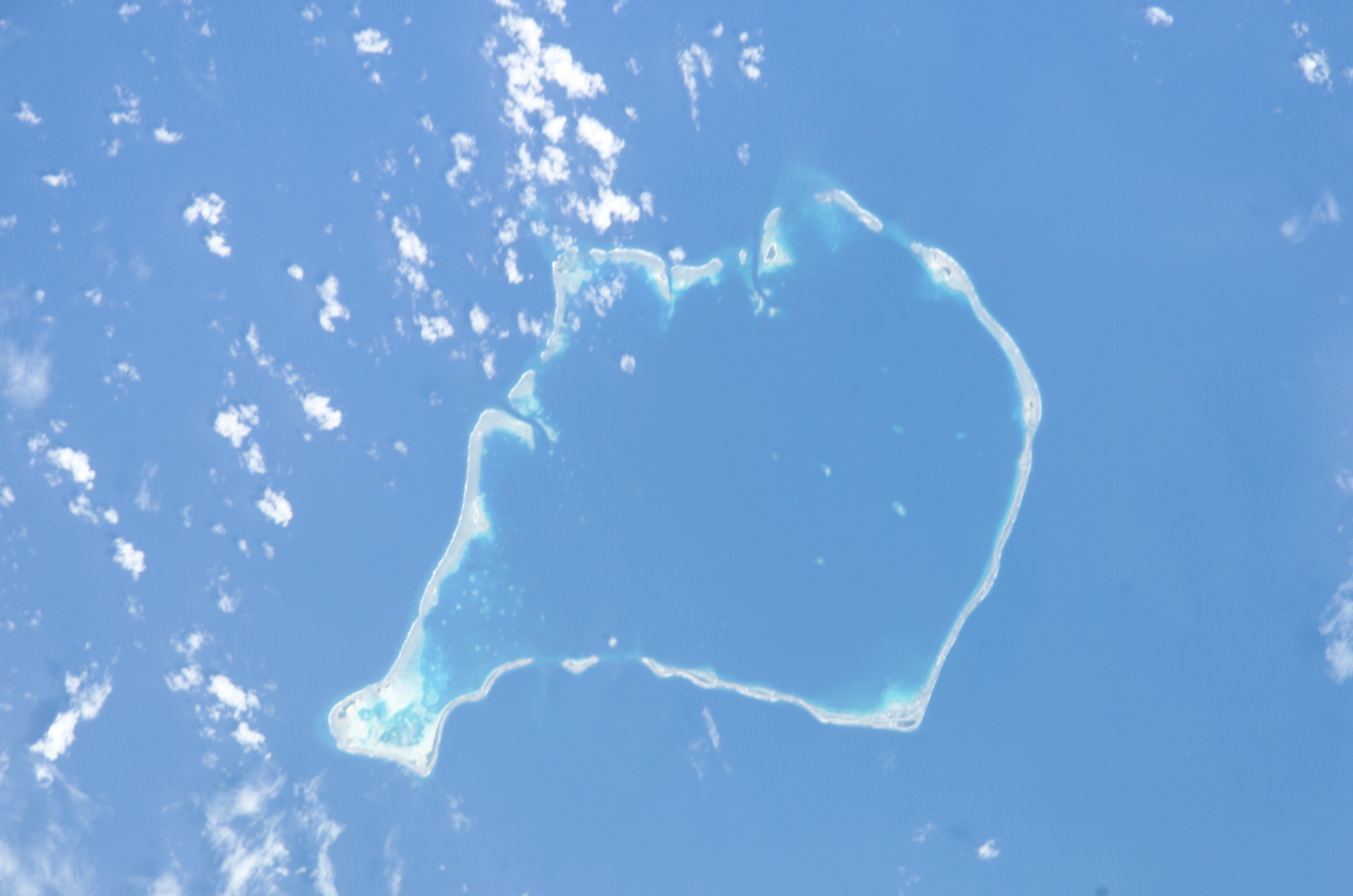
Imagem de satélite do atol Funafuti

Avalau é um ilhéu não-habitado do atol de Funafuti, de Tuvalu. 